# Li Nan
Li Nan (25 de setembro de 1974) é um basquetebolista profissional chinês.

## Carreira
Li Nan integrou a Seleção Chinesa de Basquetebol em Atenas 2004, terminando na oitava posição.